# Ferdinando Casardi
Ferdinando Casardi (1 de enero de 1887-11 de enero de 1975) fue un almirante italiano durante la Segunda Guerra Mundial.

## Primeros años y carrera
Nacido en Barletta en 1887, Casardi ingresó en la Academia Naval de Livorno en 1904 y se graduó como Alférez en 1907. Entre 1911 y 1912, como guardiamarina, participó primero en una campaña en el Mar Rojo y el Océano Índico a bordo del aviso Staffetta, y luego luchó en la guerra ítalo-turca. Durante la Primera Guerra Mundial se desempeñó como teniente en los acorazados Vittorio Emanuele y Dante Alighieri.
Una vez terminada la guerra, Casardi sirvió durante algunos años comandando torpederos; en 1920 navegó por el Danubio en el torpedero 69 PN. Tras ascender a teniente comandante, fue nombrado comandante en jefe de los destructores Generale Antonio Chinotto y Vincenzo Giordano Orsini; posteriormente fue ascendido a comandante, y se le entregaron asignaciones en tierra en el Ministerio de Marina y la Dirección de Gestión de Armas y Armamento Naval en La Spezia, luego se convirtió en subjefe de personal de la División Naval Especial y más tarde en comandante de los destructores Alvise da Mosto y Ugolino Vivaldi en 1931-1932. De 1932 a 1934, después de su ascenso a capitán, fue enviado a Washington como agregado naval y luego, de regreso a Italia, se convirtió en ayudante de campo honorario de Victor Emmanuel III.
En 1935 Casardi se convirtió en jefe de Estado mayor de la 1.ª División Naval, se embarcó en el crucero pesado Pola, mientras que en 1936 comandó brevemente los cruceros Giovanni delle Bande Nere y Zara. En 1937, después de su ascenso a contraalmirante, fue puesto al mando del Comando Naval de Libia, cargo que ocupó hasta febrero de 1940. Durante este período, en 1939, fue ascendido a vicealmirante; de febrero a mayo de 1940 estuvo al mando de la 4.ª División Naval. Luego fue puesto al mando de la 2.ª División Naval, formada por los cruceros ligeros Giovanni delle Bande Nere (buque insignia) y Bartolomeo Colleoni, y aún ocupaba este cargo cuando Italia entró en la Segunda Guerra Mundial, el 10 de junio de 1940.

## Segunda Guerra Mundial y años posteriores
Tras escoltar a Libia el convoy que desencadenó la Batalla de Calabria, Casardi se convirtió en protagonista, en julio de 1940, de la Batalla del Cabo Spada, en la que se hundió el Colleoni. Tras la pérdida del Colleoni, la 2.ª División Naval se disolvió; en agosto de 1940 Casardi fue puesto al mando de la 7.ª División Naval, con bandera en el crucero ligero Eugenio Savoia y más tarde en Emanuele Filiberto Duca d'Aosta. Durante un año, como el comandante de la 7.ª División, Casardi participó en escolta de convoyes, y en misiones de bombardeo y colocación de minas; fue galardonado con la Medalla de Plata al Valor Militar, la Cruz de Caballero de la Orden Militar de Saboya y la Cruz de la Orden del Águila Alemana, de segunda clase.
Desde agosto de 1941, tras dejar el mando de la Séptima División, Casardi fue durante dos años director de personal y servicios generales de la Regia Marina. El 7 de agosto de 1943 fue nombrado comandante en jefe del Departamento Naval de Nápoles. Tras el armisticio del 8 de septiembre de 1943, estallaron enfrentamientos en Nápoles entre soldados italianos y alemanes, y en pocos días la ciudad fue ocupada por fuerzas alemanas. El 11 de septiembre Casardi, para evitar ser capturado, se refugió con sus principales colaboradores en un edificio propiedad de su jefe de Estado Mayor, donde continuó trabajando clandestinamente hasta el 30 de septiembre, cuando las tropas alemanas abandonaron Nápoles ante la insurrección de la población de la ciudad y el avance aliado. Inmediatamente regresó a su cuartel general, devastado por los bombardeos y los combates, y lo reactivó al día siguiente, iniciando de inmediato la cooperación con los comandos de las fuerzas aliadas, que llegaron a Nápoles a partir del 1 de octubre. Dejó el mando del Departamento Naval de Nápoles en febrero de 1945, y luego fue asignado a la Secretaría General de la Marina y luego se convirtió en presidente del Consejo Superior de la Marina.
En 1948 fue elegido en el Senado italiano en la primera legislatura de la República Italiana (1948-1953), desempeñándose como Subsecretario de Finanzas en el Gabinete De Gasperi VI. Fue puesto en disponibilidad el 1 de marzo de 1949 y en reserva el 1 de enero de 1950, habiendo alcanzado el límite de edad. Casardi murió en Barletta el 11 de enero de 1975.